# Emanuele Fratini
Emanuele Fratini (Roma, 21 dicembre 1981) è un allenatore di calcio a 5 ed ex giocatore di calcio a 5 italiano, di ruolo laterale.

## Carriera

### Gli inizi e la coppa Italia con la Lazio
Emanuele Fratini, per gli amici Fratinao (il soprannome messo direttamente da Pelè durante il suo periodo al Santos a cavallo degli anni 80/90), sboccia calcisticamente parlando, nella Lazio, dove nella stagione 2002/2003 vince la Coppa Italia di Serie A, giocando insieme a giocatori del calibro di: Caio Farina, Daniel De Nichile, Luca Ippoliti, Vinícius Bacaro e Marco Ripesi. 
Nel 2003 passa al Cantina Falesco, formazione di serie A2.
Nel 2004 passa al Modugno, squadra di B. Dopo due stagioni ritorna nei grandi palcoscenici del calcio a 5, firmando un contratto con il Torrino (Serie A2). L'anno successivo passerà prima al Colleferro e poi al Fiumicino. 

### Gli anni dell'Alphaturris e della Lodigiani
Nel 2009, Fratini passa all'Alphaturris, dove resta per due stagioni e viene chiamato per la prima volta in nazionale.
Nel 2011 accoglie il progetto Lodigiani, insieme ad altri ex compagni di squadra dell'Alphaturris tra i quali il fratello Roberto, Galasso, Anzidei, Licata, Ciaralli, M. Pignotta, Di Pascasio, A. Pignotta. La prima stagione alla Lodigiani si concluderà con la vittoria del campionato di C2. Nella stagione successiva, ritroverà anche Domenico Giannone, un altro ex compagno dell'Alphaturris , ed insieme a lui e ai suoi compagni vincerà praticamente tutto, campionato di C1, coppa regionale e coppa Italia di serie C1.
La stagione 2013/2014 sarà la prima in serie B con la Lodigiani, e anche l'ultima, a causa della mancata fusione a fine anno con la Cogianco. Nell'estate 2015 firma con la societa' A.S.Mirafin partecipando al campionato di serie C1 conquistando il primo posto e quindi la serie B,viene rinconfermato per la stagione 2016-2017.
A fine stagione, dopo lo scioglimento della prima squadra di patron Bocci, Fratini decide di ripartire dalla C1, firmando con il Lido di Ostia.
A novembre dello stesso anno, Emanuele Fratini e il fratello rompono i rapporti con la società, accasandosi nel mese successivo alla Capitolina dove vince la coppa regionale proprio contro il lido di Ostia..
Nel 2015 veste i colori della Mirafin, vincendo subito il campionato di C1 . Nella stagione successiva decide di vestire ancora gli stessi colori, giocando in serie B.

## Palmarès

### Club

#### Competizioni nazionali
- Coppa Italia di Serie A1:1

Lazio: 2002-03
- Coppa Italia di Serie C1:1

Lodigiani: 2012-13

#### Competizioni regionali
- Campionato di Serie C1:1

Lodigiani: 2012-13
Mirafin: 2015-2016
- Campionato di Serie C2:1

Lodigiani: 2011-12
- Coppa Italia regionale:1

Lodigiani: 2012-13
Capitolina: 2014-15